# آدم كروسدل
آدم كروسدل (بالإنجليزية: Adam Croasdell)‏ (مواليد 10 يوليو 1976)، هُو مُمثل زيمبابوي بريطاني.

## وصلات خارجية
- ACroasdell على تويتر.
- آدم كروسدل على موقع IMDb (الإنجليزية)
- آدم كروسدل على موقع قاعدة بيانات الفيلم (الإنجليزية)